# چنتیکلیر (آرکانزاس)
چنتیکلیر (به انگلیسی: Chanticleer) یک منطقهٔ مسکونی در ایالات متحده آمریکا است که در شهرستان چیکات، آرکانزاس واقع شده‌است. چنتیکلیر ۳۸٫۱ متر بالاتر از سطح دریا واقع شده‌است.